# Gailard Sartain
Gailard Sartain (n. 18 septembrie 1946, Tulsa, Oklahoma, SUA – d. 19 iunie 2025) a fost un actor american.

## Filmografie
- Nashville (1975) .... Man at Lunch Counter (nemenționat)
- Povestea lui Buddy Holly (1978) .... Big Bopper
- Smokey and the Good Time Outlaws (1978) .... Arthur Leddy
- The Jerk (1979) .... Guy with Cracked Airplane Seats (nemenționat)
- The Hollywood Knights (1980) .... Bimbeau
- Roadie (1980) .... B.B. Muldoon
- Hard Country (1981) .... Johnny Bob
- Specii pe cale de dispariție (1982) .... Mayor
- The Outsiders (1983) .... Jerry
- Choose Me (1984) .... Mueller
- All of Me (1984) .... Fulton Norris
- Songwriter (1984) .... Mulreaux
- Trouble in Mind (1985) .... Fat Adolph
- Uphill All the Way (1986) .... Private
- The Big Easy (1986) .... Chef Paul
- Ernest Goes to Camp (1987) .... Jake (Chef #1)
- Leader of the Band (1987) .... Elmo De Lavallard
- Made in Heaven (1987) .... Sam Morrell
- The Moderns (1988) .... New York Critic
- Ernest Saves Christmas (1988) .... Chuck
- Mississippi Burning (1988) .... Sheriff Ray Stuckey
- Blaze (1989) .... LaGrange
- Love at Large (1990) .... Taxi Driver
- Ernest Goes to Jail (1991) .... Chuck
- The Grifters (1990) .... Joe
- The Chase (1991, film TV) - Hammer
- Guilty by Suspicion (1991) .... Chairman Wood
- Fried Green Tomatoes (1991) .... Ed Couch
- Death Falls (1991) .... Hearse Driver
- Stop! Or My Mom Will Shoot (1992) .... Munroe
- Equinox (1992) .... Dandridge
- Wishman (1992) .... Dr. Abe Rogers
- Walker, Texas Ranger (1993, serial TV) .... C.D. Parker
- The Real McCoy (1993) .... Gary Buckner
- Sandman (1993) .... Dave
- Clean Slate (1994) .... Judge Block
- Getting Even with Dad (1994) .... Carl
- Wagons East (1994) .... J.P. Moreland (nemenționat)
- Speechless (1994) .... Lee Cutler
- Open Season (1995) .... George Plunkett
- The Spitfire Grill (1996) .... Sheriff Gary Walsh
- Murder in Mind (1997) .... Charlie
- RocketMan (1997) .... Mr. Randall (nemenționat)
- Joe Torre: Curveballs Along the Way (1997, film TV) .... Don Zimmer
- The Patriot (1998) .... Floyd Chisolm
- Existo (1999) .... Colette Watchuwill
- The All New Adventures of Laurel & Hardy in For Love or Mummy (1999) .... Oliver Fattius Hardy
- Pirates of Silicon Valley (1999, film TV) .... Ed Roberts
- The Replacements (2000) .... Pilachowski
- Ali (2001) .... Gordon Davidson
- The Round and Round (2002) .... Jim Stoops
- Elizabethtown (2005) .... Charles Dean (ultimul rol de film)